# Одна мільярдна частка
«Одна мільярдна частка» (англ. Parts per Billion) — американська драма 2014 року режисера Браяна Горіуті.

## Сюжет
Анна й Ерік лише нещодавно одружилися і ще насолоджуються подружнім спілкуванням. Лен і Міа живуть разом довше, але вже не можуть знайти спільну мову, адже чоловік живе коштом дружини і не збирається нічого міняти. Вона вже подумує про розлучення. У літньої пари Естер і Енді начебто все в порядку, але це лише на перший погляд. Усі три пари по-різному дивилися на своє майбутнє — одні з надією, інші з тривогою, але незабаром виявиться, що воно і зовсім може не настати. На Близькому Сході у світ випущено смертельно небезпечний вірус, який вже покосив життя в Європі, наблизився впритул до Америки і достатньо лише одного подиху, щоб життя закінчилося, порушивши всі очікування.

## У ролях
| Актор           | Роль  |
| --------------- | ----- |
| Джош Гартнетт   | Лен   |
| Розаріо Доусон  | Міа   |
| Тереза Палмер   | Анна  |
| Пенн Беджлі     | Ерік  |
| Джина Роулендс  | Естер |
| Френк Ланджелла | Енді  |
| Алексіс Бледел  | Сара  |
| Гілл Гарпер     | Рік   |
| Джон Прескотт   | Джей  |
| Конор Леслі     | Дез   |